# Garganta
En anatomía, la garganta (de la onomat., garg) o gorja (del francés, gorge 'garganta') es la parte frontal del cuello. Es conocida como faringe la porción del cuello en donde pasa el bolo alimenticio y el aire inspirado. La garganta contiene varios vasos sanguíneos, músculos de la faringe, la tráquea y el esófago. El hioides es el único hueso ubicado en la garganta de los mamíferos.
La garganta es un área vulnerable en la mayoría de los animales, y corresponde a un lugar típico en el cual atacan los depredadores a su presa. La estrangulación y asfixia son dos tipos de ataques dirigidos particularmente en contra de la garganta.